# Palazzo Itamaraty
Palazzo Itamaraty (in portoghese: Palácio Itamaraty) o palazzo degli Archi (Palácio dos Arcos) è un palazzo di Brasilia e ospita la sede principale del ministero degli affari esteri brasiliano. Non è da confondere con l'omonimo palazzo di Rio de Janeiro.
Progettato dall'architetto modernista Oscar Niemeyer negli anni '60, il palazzo è stato inaugurato il 20 aprile 1970 ed è situato sull'Asse Monumentale della capitale brasiliana, lungo il quale si trovano le sedi del governo e dei rispettivi dicasteri.
La parola "Itamaraty" deriva da tre vocaboli della lingua nheengatu ("ita" ossia "pietra", "bantam" ossia "piccola" e "ty" ossia "fiume") ed è traducibile con "fiume delle piccole pietre".